# 김영자 (1925년)
김영자(金英子, 1925년 6월 25일~2013년 11월 10일)는 대한민국의 정치인이다. 제10대 국회의원을 역임했다.

## 경력
일제강점기 조선 경상남도 함양군에서 태어나 진주여자고등학교, 중앙대학교, 경상대학교를 졸업했다.
보건복지부의 부녀과장 및 부녀아동국장을 지냈으며, 가정법원 가사조정위원, 수원 새마을 지도자 연수원 강사, 신민주 공화당 부총재, 대한민국 제10대 국회의원을 지냈다.
2013년 11월 10일, 사망했다.

## 역대 선거 결과
| 실시년도 | 선거 | 대수 | 직책     | 선거구           | 정당       | 득표수 | 득표율      | 순위 | 당락 | 비고 |
| -------- | ---- | ---- | -------- | ---------------- | ---------- | ------ | ----------- | ---- | ---- | ---- |
| 1978년   | 총선 | 10대 | 국회의원 | 통일주체국민회의 | 유신정우회 |        | \| \| 0% \| | 지명 |      | 초선 |
|          | 0%   |      |          |                  |            |        |             |      |      |      |